# Кубань 24
Куба́нь 24 — российский региональный телевизионный канал с центром вещания из Краснодара. Решением Федеральной конкурсной комиссии по телерадиовещанию от 15 февраля 2017 года телеканал выбран обязательным общедоступным региональным телеканалом («21-я кнопка») Краснодарского края. Помимо собственного, осуществляет вещание в мультплексе на телеканале ОТР ежедневно с 06:00 до 09:00 и с 17:00 до 19:00.

## Программы
- «Детали»
- «Факты»
- «Факты недели»
- «Факты. Экономика»
- «Экономика. Итоги»
- «На стороне закона»
- «Спорт. Итоги»
- «Факты. Спорт»
- «Факты. Погода»
- «Хорошее утро»
- «Горячая линия»
- «Край Добра»

## Награды
| Конкурс              | Номинация                                                   | Проект-победитель | Год  |
| ТЭФИ-Регион          | Информационно-развлекательная программа                     | «Полный подъем» | 2002 |
| ТЭФИ-Регион          | Ежедневная информационно-развлекательная программа          | «Полный подъем» | 2003 |
| ТЭФИ-Регион          | Программа о спорте                                          | «Агентство спортивных новостей»                                                                                              | 2009 |
| ТЭФИ-Регион          | Программа о спорте                                          | «Трое в гетрах, не считая собаки»                                                                                            | 2012 |
| ТЭФИ-Регион          | Программа о спорте                                          | «Трое в гетрах, не считая собаки»                                                                                            | 2013 |
| Федерация            | Бренд региона                                               | д/ф «Формула Анилина» | 2015 |
| Герой нашего времени | Открытие                                                    | д/ф «Формула Анилина» | 2015 |
| ТЭФИ-Регион          | Программа для детей                                         | «Все по-взрослому» | 2016 |
| Федерация            | Бренд региона                                               | д/ф «Заварка Иуды» | 2016 |
| Федерация            | Бренд региона                                               | д/ф «Владимир Порханов. Жить дальше»                                                                                         | 2017 |
| Федерация            | История города N-CKA                                        | «Это надо живым» | 2018 |
| Медиабренд           | Лучший проморолик регионального ТВ                          | «Курортный атлас» | 2018 |
| ТЭФИ-Регион          | Просветительская программа                                  | «Край аграрный. Виноградники и пчеловодство»                                                                                 | 2019 |
| ТЭФИ-Регион          | Операторская работа                                         | Илья Ковакин, Дмитрий Ланин, Владислав Захаров, Дмитрий Забелин, Юрий Дешин — «Кубанский казачий хор. От станицы до столицы» | 2019 |
| Федерация            | Бренд региона                                               | д/ф «Кубанский казачий хор. От станицы до столицы»                                                                           | 2019 |
| Медиабренд           | Лучший проморолик регионального ТВ                          | д/ф «Кубанский казачий хор. От станицы до столицы»                                                                           | 2019 |
| ТЭФИ-Регион          | Публицистическая программа                                  | д/ф «Кубанское море. Чашка с туманом»                                                                                        | 2020 |
| ТЭФИ-Капитал         | Интервьюер                                                  | Александр Тюкаев «Работаю на себя. Барбершоп»                                                                                | 2020 |
| Герой нашего времени | Лучший корреспондент                                        | Игорь Зорин «Теория идеи № 2 Лопатин и Баранов»                                                                              | 2021 |
| ТЭФИ-Регион          | Репортер                                                    | Игорь Зорин «Такое дело» № 5 Отряды Путина                                                                                   | 2022 |
| ТЭФИ-Регион          | Ежедневная утренняя информационно-развлекательная программа | «Хорошее утро» | 2022 |

## Хронология названий
| Название канала         | Дата                                                                |
| ----------------------- | ------------------------------------------------------------------- |
| Кубань-РТВ              | 1 декабря 1999 — 9 сентября 2001                                    |
| НТК                     | 10 сентября 2001 — 4 сентября 2005; 1 августа 2007 — 8 октября 2011 |
| СТС-Кубань              | 5 сентября 2005 — 31 июля 2007                                      |
| Девятый канал, 9 Орбита | 9 октября 2011 — 30 сентября 2014                                   |
| Кубань 24               | 1 октября 2014 — настоящее время                                    |

## Вещание телеканала

### Параметры спутникового вещания
Параметры вещания посредством спутника выглядят следующим образом:
| Канал     | Спутник              | Провайдер   | Платные пакеты | Частота, GHz | Поляр. | Тип сигнала | Кодирование | Скорость потока (SR) | FEC |
| --------- | -------------------- | ----------- | -------------- | ------------ | ------ | ----------- | ----------- | -------------------- | --- |
| Кубань 24 | Экспресс-АМУ1 @ 36°E | Триколор ТВ | Единый         | 12476        | R      | MPEG-4      | DRE-Crypt   | 27500                | 3/4 |

## Партнёры
- «ОТР» (9 кнопка) — вещание в региональном блоке ежедневно с 06:00 до 09:00 и с 17:00 до 19:00
- «Майкопское телевидение» (респ. Адыгея). 50ТВК. Эфирное вещание прекращено
- Славянская-на-Кубани муниципальная телерадиокомпания
- МТРК «Кропоткин»